# Arley Dinas
José Arley Dinas Rodríguez (ur. 16 maja 1974 w Caloto) – kolumbijski piłkarz występujący na pozycji obrońcy.

## Kariera klubowa
Dinas karierę rozpoczynał w 1993 roku w zespole América Cali. W 1997 roku zdobył z nim mistrzostwo Kolumbii. W 1998 roku odszedł do Deportes Tolima. Jego barwy reprezentował przez 3 sezony. W 2001 roku przeniósł się do Deportivo Cali. Jednak jeszcze w tym samym roku wyjechał do Japonii, by grać w tamtejszym Shonan Bellmare z J. League Division 2.
W 2002 roku Dinas wrócił do Kolumbii, gdzie został graczem klubu Millonarios. W tym samym roku przeszedł do argentyńskiego Boca Juniors. W 2003 roku zdobył z nim Copa Libertadores. Po tym sukcesie wrócił do Deportes Tolima, z którym w sezonie 2003 wywalczył mistrzostwo fazy Finalización. W 2005 roku zakończył karierę.

## Kariera reprezentacyjna
W reprezentacji Kolumbii Dinas zadebiutował w 1995 roku. W 2000 roku znalazł się w drużynie na Złoty Puchar CONCACAF, zakończony przez Kolumbię na 2. miejscu. Wystąpił na nim w spotkaniach z Peru (2:1) oraz Kanadą (0:2).
W 2004 roku został powołany do kadry na turniej Copa América. Zagrał na nim w meczach z Boliwią (1:0) i Peru (2:2), a Kolumbia zakończyła rozgrywki na 4. miejscu.
W latach 1995–2004 w drużynie narodowej Dinas rozegrał 29 spotkań.